# Málaga CF
Málaga Club de Fútbol (normalt bare kendt som Málaga CF) er en spansk fodboldklub fra Málaga i Andalusien, der har spillet i La Liga. Klubben rykkede op hertil fra Segunda Division i 2008. Klubben har aldrig vundet nogen titler, men opnåede i 2003 en vis international succes, da den nåede kvartfinalerne i UEFA cuppen. Klubbens hjemmebane er La Rosaleda, med plads til 28.900 tilskuere. 
Sheik Al-Thani overtog Málaga CF i 2010 fra den tidligere præsident for Real Madrid, Lorenzo Sanz. Han sad på ca. 90 % af aktiekapitalen.[kilde mangler] Havde Lorenzo Sanz ikke syv år tidligere gået ind med kapital, var klubben gået konkurs.[kilde mangler]
Sheikens erklærede mål er hurtigt at føre Málaga Club de Fútbol frem til UEFA Europa League og UEFA Champions League.[kilde mangler]
I 2012 kvalificerede Málaga sig til Champions League efter en fjerdeplads i La Liga 2011-12

## Kendte spillere
- Paulo Wanchope
- Albert Luque
- Santi Cazorla

## Danske spillere
- Kim Christofte
- John Lauridsen (1988-1990)
- Patrick Mtiliga
- Kris Stadsgaard